# Lew Rockwell
Llewellyn Harrison "Lew" Rockwell, Jr., född den 1 juli 1944 i Boston, är en amerikansk libertariansk författare, bloggare och politisk kommentator. Han grundade, och är ordförande för, tankesmedjan Ludwig von Mises Institute. Rockwell är en framträdande förespråkare för en icke-interventionistisk utrikespolitik och var en av dem som myntade begreppet paleolibertarianism. Han kallar sig idag för anarkokapitalist.
Rockwell föddes i Boston, Massachusetts och eftersom hans far var en republikan som var inspirerad av Robert Taft introducerades han tidigt till en icke-interventionistisk linje i militära frågor. Han var under många år anställd av den tidigare presidentkandidaten och kongressledamoten Ron Paul.